# Steven Moreira
Steven Moreira (ur. 13 sierpnia 1994 w Noisy-le-Grand) – kabowerdeński piłkarz grający na pozycji prawego obrońcy. Od 2021 jest zawodnikiem klubu Columbus Crew.

## Kariera klubowa
Swoją karierę piłkarską Moreira rozpoczynał w juniorach takich klubów jak: AS Champs-sur-Marne (2000-2005), US Torcy (2005-2009) i Stade Rennais (2009-2011). W 2011 roku stał się członkiem zespołu rezerw Stade Rennais, a w 2012 awansował do pierwszej drużyny. 11 maja 2013 zadebiutował w niej w Ligue 1 w przegranym 1:4 wyjazdowym meczu z Valenciennes FC. Zawodnikiem Rennes był do lata 2016.
Latem 2016 Moreira został piłkarzem FC Lorient. Swój debiut w nim zanotował 29 października 2016 w zremisowanym 2:2 domowym meczu z Montpellier HSC. Na koniec sezonu 2016/2017 spadł z nim do Ligue 2. W Lorient grał również w sezonie 2017/2018.
W 2018 roku Moreira został zawodnikiem Toulouse FC. Swój debiut w nim zaliczył 5 października 2018 w zremisowanym 1:1 domowym meczu z OGC Nice. W sezonie 2019/2020 został z Toulouse FC zdegradowany do Ligue 2. Grał w niej w sezonie 2020/2021.
W 2021 roku Moreira został piłkarzem Columbus Crew. W Major League Soccer zadebiutował 3 października 2021 w przegranym 0:3 wyjazdowym spotkaniu z Philadelphia Union. W 2023 roku zdobył z Columbus Crew MLS Cup.
| Sezon   | Klub            | Kraj              | Rozgrywki | Mecze | Bramki |
| ------- | --------------- | ----------------- | --------- | ----- | ------ |
| 2010/11 | Stade Rennais B | Francja           | CFA       | 1     | 0      |
| 2011/12 | Stade Rennais B | Francja           | CFA       | 0     | 0      |
| 2012/13 | Stade Rennais   | Francja           | Ligue 1   | 3     | 0      |
| 2012/13 | Stade Rennais B | Francja           | CFA       | 15    | 0      |
| 2013/14 | Stade Rennais   | Francja           | Ligue 1   | 15    | 0      |
| 2013/14 | Stade Rennais B | Francja           | CFA       | 1     | 0      |
| 2014/15 | Stade Rennais   | Francja           | Ligue 1   | 23    | 0      |
| 2014/15 | Stade Rennais B | Francja           | CFA       | 1     | 0      |
| 2015/16 | Stade Rennais   | Francja           | Ligue 1   | 16    | 0      |
| 2015/16 | Stade Rennais B | Francja           | CFA       | 4     | 0      |
| 2016/17 | Stade Rennais   | Francja           | Ligue 1   | 1     | 0      |
| 2016/17 | FC Lorient      | Francja           | Ligue 1   | 28    | 0      |
| 2017/18 | FC Lorient      | Francja           | Ligue 2   | 35    | 1      |
| 2018/19 | Toulouse FC     | Francja           | Ligue 1   | 10    | 0      |
| 2018/19 | Toulouse FC B   | Francja           | CFA       | 3     | 0      |
| 2019/20 | Toulouse FC     | Francja           | Ligue 1   | 17    | 0      |
| 2020/21 | Toulouse FC     | Francja           | Ligue 2   | 31    | 0      |
| 2021    | Columbus Crew   | Stany Zjednoczone | MLS       | 7     | 0      |
| 2022    | Columbus Crew   | Stany Zjednoczone | MLS       | 32    | 1      |
| 2023    | Columbus Crew   | Stany Zjednoczone | MLS       | 40    | 0      |

## Kariera reprezentacyjna
W swojej karierze piłkarskiej Moreira grał w młodzieżowych reprezentacjach Francji na różnych szczeblach wiekowych. W 2013 roku wziął z udział z kadrą U-19 w Mistrzostwach Europy U-19, na których wywalczył wicemistrzostwo Europy.
W reprezentacji Republiki Zielonego Przylądka Moreira zadebiutował 12 października 2023 w przegranym 1:5 towarzyskim meczu z Algierią, rozegranym w Konstantynie. W 2024 roku został powołany do kadry na Puchar Narodów Afryki 2023. W tym turnieju rozegrał pięć meczów: grupowe z Ghaną (2:1), z Mozambikiem (3:0) i z Egiptem (2:2), w 1/8 finału z Mauretanią (1:0) i ćwierćfinałowy z Południową Afryką (0:0, k. 1:2).